# August Lönnegren
August Valfrid Lönnegren, född 7 januari 1842 i Växjö, död 7 november 1904 i Nöbbele, Kronobergs län, var en svensk lektor, författare och akvarellist.
Han var son till boktryckaren Johan Peter Lönnegren och Amalia Fredrika Rebecka Lagergréen och från 1873 gift med Ester Augusta Elmstedt. Lönnegren blev student vid Uppsala universitet 1860 och fil.dr. 1869 samt lektor i Luleå 1871. Han ansågs som en duktig akvarellist och har avbildat flera nu rivna prästgårdar i Växjö stift. Några av hans akvareller återutgavs i Växjö stifts hembygdskalender 1939. Bland hans egna utgivningar märks Svampbok ... från 1883 som han själv illustrerade med avbildningar av olika svampar.